# 19世紀上海

## 整体背景
早在上海开埠前，上海就已然颇具都市雏形，有“小苏州”之称。苏松太道（上海道）的迁入与上海关的建立更是拔高了其政治地位。此时，主要支撑上海经济的是江南传统丝织业与乾隆年间放开的港口贸易业。不过，这时上海在江南诸县里面并不算突出，真正开始崛起还要等到开埠之后。

## 战争与租界开辟
在19世纪，在上海开辟的租界有：上海英租界、上海法租界、上海美租界以及随后由英、美租界合并而成的上海公共租界。
1840年，鸦片战争爆发，最终签订《南京条约》，确立五口通商，并准许英人在上海租地造屋，并据此，英国在上海建立了租界。旋即清廷又与美、法签订《望厦》、《黄埔》两约，确立了美法两国之人在上海具有等同的权力